# Primeira Liga Experimental (1936/1937)
Primeira Liga 1936/1937 była trzecią edycją na najwyższym poziomie w Portugalii, przed reformą portugalskiej piłki nożnej w 1938 roku.

## Tabela
| № | Drużyna           | M  | Z  | R | P  | Bramki  | +/– | Pkt |
| - | ----------------- | -- | -- | - | -- | ------- | --- | --- |
| 1 | SL Benfica        | 14 | 12 | 0 | 2  | 57 – 13 | +44 | 24  |
| 2 | CF Os Belenenses  | 14 | 11 | 1 | 2  | 46 – 17 | +29 | 23  |
| 3 | Sporting CP       | 14 | 9  | 2 | 3  | 54 – 25 | +29 | 20  |
| 4 | FC Porto          | 14 | 6  | 2 | 6  | 31 – 31 | 0   | 14  |
| 5 | Académica Coimbra | 14 | 5  | 1 | 8  | 24 – 30 | -6  | 11  |
| 6 | Carcavelinhos     | 14 | 4  | 1 | 9  | 16 – 35 | -19 | 9   |
| 7 | Vitória Setúbal   | 14 | 3  | 1 | 10 | 18 – 45 | –27 | 7   |
| 8 | Leixões SC        | 14 | 2  | 0 | 12 | 19 – 69 | –50 | 4   |

## Wyniki
| Gospodarz \ Gość  | BEN | BEL | SCP | POR | ACA | ULI | VSE | LEI  |
| SL Benfica        |     | 2:0 | 5:1 | 6:0 | 2:1 | 5:1 | 8:1 | 10:2 |
| CF Os Belenenses  | 1:0 |     | 1:1 | 3:0 | 2:3 | 3:0 | 5:0 | 9:0  |
| Sporting CP       | 1:4 | 2:3 |     | 9:1 | 7:2 | 8:0 | 5:1 | 4:0  |
| FC Porto          | 2:1 | 1:2 | 2:2 |     | 2:0 | 4:2 | 7:0 | 6:1  |
| Académica Coimbra | 1:3 | 3:5 | 1:2 | 2:1 |     | 1:2 | 2:0 | 4:2  |
| Carcavelinhos     | 1:3 | 1:2 | 1:2 | 0:0 | 1:0 |     | 1:0 | 4:0  |
| Vitória Setúbal   | 1:2 | 1:5 | 2:3 | 3:0 | 1:1 | 3:1 |     | 4:0  |
| Leixões SC        | 0:6 | 3:5 | 2:7 | 0:5 | 0:3 | 4:1 | 5:1 |      |

Źródło: zerozero.pt rsssf.com
Objaśnienia:
1Drużyna gospodarzy jest wymieniona po lewej stronie tabeli.
Kolory: zielony – zwycięstwo gospodarzy, żółty – remis, różowy – zwycięstwo gości.

## Najlepsi strzelcy
| Bramki | Imię Nazwisko    | Drużyna     |
| ------ | ---------------- | ----------- |
| 23     | Manuel Soeiro    | Sporting CP |
| 19     | Rogério de Sousa | SL Benfica  |
| 17     | Espírito Santo   | SL Benfica  |

Źródło:  rsssf.com (ang.) zerozero.pt (port.)